# Asterochernes kuscheli kuscheli
Asterochernes kuscheli kuscheli es una subespecie de arácnido  del orden Pseudoscorpionida de la familia Chernetidae.

## Distribución geográfica
Se encuentra en Argentina y Chile.